# Cinnamomum pilosum
Cinnamomum pilosum är en lagerväxtart som beskrevs av Cammerloher. Cinnamomum pilosum ingår i släktet Cinnamomum och familjen lagerväxter. Inga underarter finns listade i Catalogue of Life.